# Leucophenga tenuipalpis
Leucophenga tenuipalpis är en tvåvingeart som beskrevs av Hajimu Takada och Momma 1975. Leucophenga tenuipalpis ingår i släktet Leucophenga och familjen daggflugor. Inga underarter finns listade i Catalogue of Life.